# Raymond Perrault
Raymond „Ray“ Joseph Perrault PC (* 6. Februar 1926 in Vancouver, British Columbia; † 24. November 2008) war ein kanadischer Kommunikationsberater und Politiker der Liberalen Partei, der die Interessen British Columbias sowohl im Unterhaus als auch im Senat vertrat.

## Leben
Nach dem Schulbesuch absolvierte Perrault ein Studium und war nach dessen Abschluss mit einem Bachelor of Arts (B.A.) als Kommunikationsberater tätig.
Seine politische Laufbahn begann 1959, als er Vorsitzender der British Columbia Liberal Party wurde und er diese Funktion bis 1968 behielt. Zugleich war er von September 1960 bis 1968 Mitglied der Legislativversammlung von British Columbia.
Perrault wurde als Kandidat der Liberalen Partei bei der Unterhauswahl vom 25. Juni 1968 im Wahlkreis Burnaby-Seymour als Mitglied in das Unterhaus gewählt, wenngleich er dieses Mandat bereits bei der darauf folgenden Unterhauswahl am 30. Oktober 1972 wieder verlor. Während dieser Zeit war er von Oktober 1970 bis Februar 1972 zuerst Parlamentarischer Sekretär beim Arbeitsminister und danach bis September 1972 beim Minister für Arbeitskräfte und Einwanderung.
Im Oktober 1973 wurde Perrault auf Vorschlag von Premierminister Pierre Trudeau zum Senator für British Columbia ernannt, wobei er dort bis Februar 2001 den Senatsbezirk North Shore-Burnaby vertrat.
Während seiner langjährigen Senatszugehörigkeit war er zuerst von August 1974 bis Juni 1979 Führer der Fraktion der Regierungsmehrheit im Senat und als solcher auch Mitglied des 20. Bundeskabinett unter der Leitung von Premierminister Pierre Trudeau. Nach der Wahlniederlage gegen die Progressiv-konservative Partei Kanadas war er zwischen Mai und Dezember 1979 Führer der Opposition im Senat, ehe er zwischen März 1980 und September 1982 wieder Führer der Regierungsmehrheit im Senat war.
In dieser Zeit war er außerdem von Februar 1981 bis August 1982 Regionalminister für British Columbia in dem von Premierminister Trudeau geleiteten 22. Bundeskabinett. Nach einer Regierungsumbildung war er zuletzt zwischen September 1982 und August 1983 Staatsminister für Fitness und Amateursport.